# Bassa de la casa del Manyet
La bassa de la casa del Manyet és una petita bassa artificial situada a la partida agrícola de la Plana, al terme municipal de Menàrguens. Es coneix també com a Bassa d'en Ros. Ocupa una superfície propera a les 0,8 hectàrees.
La bassa està envoltada per una pista i és molt pròxima a una edificació d'ús agrícola. Al sector est hi ha també una caseta, probablement amb funcions hidrològiques (regulació de la captació d'aigües).
La bassa formava anteriorment unes petites illes ocupades per peus de salze blanc (Salix alba), àlber (Populus alba) i pollancre (Populus nigra), però actualment les illes han desaparegut. Hi ha únicament una làmina d'aigua contínua, envoltada per un talús perimetral on apareixen restes de canyissar, amb bogues, i de tamarigar (Tamarix canariensis) - assimilable a l'hàbitat d'interès comunitari 92D0 "Bosquines i matollars meridionals de rambles, rieres i llocs humits (Nerio-Tamaricetea)"-.
Els talussos, força verticals, estan colonitzats per nombrosos ailants, que semblen estar-se estenent envaint el tamarigar, que ocupava anteriorment una superfície molt superior. També sembla haver-se produït recentment un incendi forestal -potser resultat de cremes premeditades-, que ha malmès força les comunitats vegetals.
Pel que fa als ocells, s'hi han observat les espècies més característiques d'aquests ambients, com la gallineta (Gallinula chloropus) o les fotges (Fulica atra).